# 塩郷駅
塩郷駅（しおごうえき）は、静岡県榛原郡川根本町下泉にある、大井川鐵道大井川本線の駅である。

## 歴史
- 1930年（昭和5年）9月23日：開業。
- 2022年（令和4年）9月24日：台風15号による土砂災害のため休止[1]。

## 駅構造
単式1面1線のホームをもつ、地上駅。駅のすぐ前を静岡県道77号川根寸又峡線が通り、反対側に大井川が流れ、これらに挟まれた狭い場所に設けられている。
ホーム上にブロック造りの待合室が設置されている。無人駅である。
かつては枕木と土盛によって作られた簡素なプラットホームであったが、並行する静岡県道77号川根寸又峡線の拡幅工事と護岸工事に伴って本線が大井川寄りに5mほど移設され、それに伴い現在のコンクリート作りのプラットホームに改められた。またプラットホームそのものも県道側（元の本線跡）に向きを変えて改築されている。
待合室・トイレが設置されている。

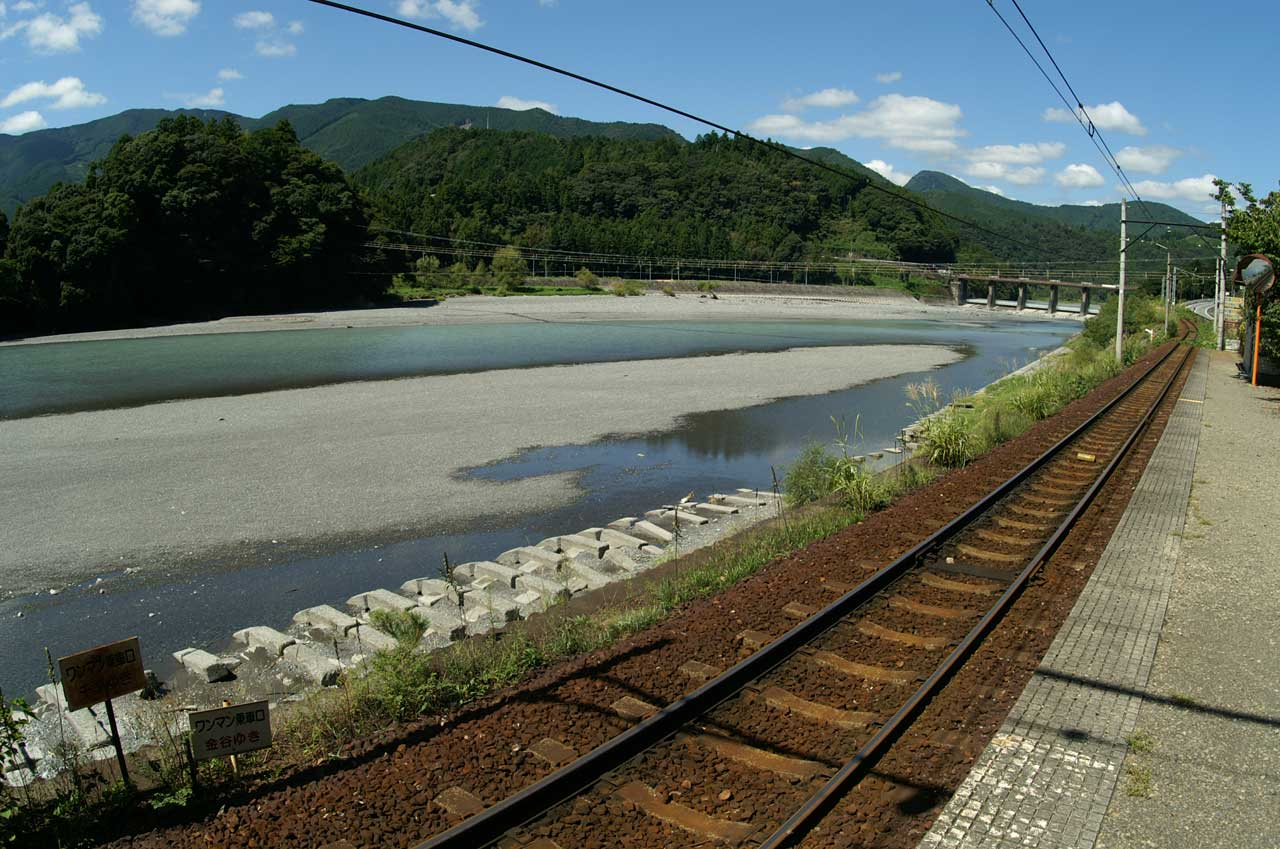
ホームと大井川
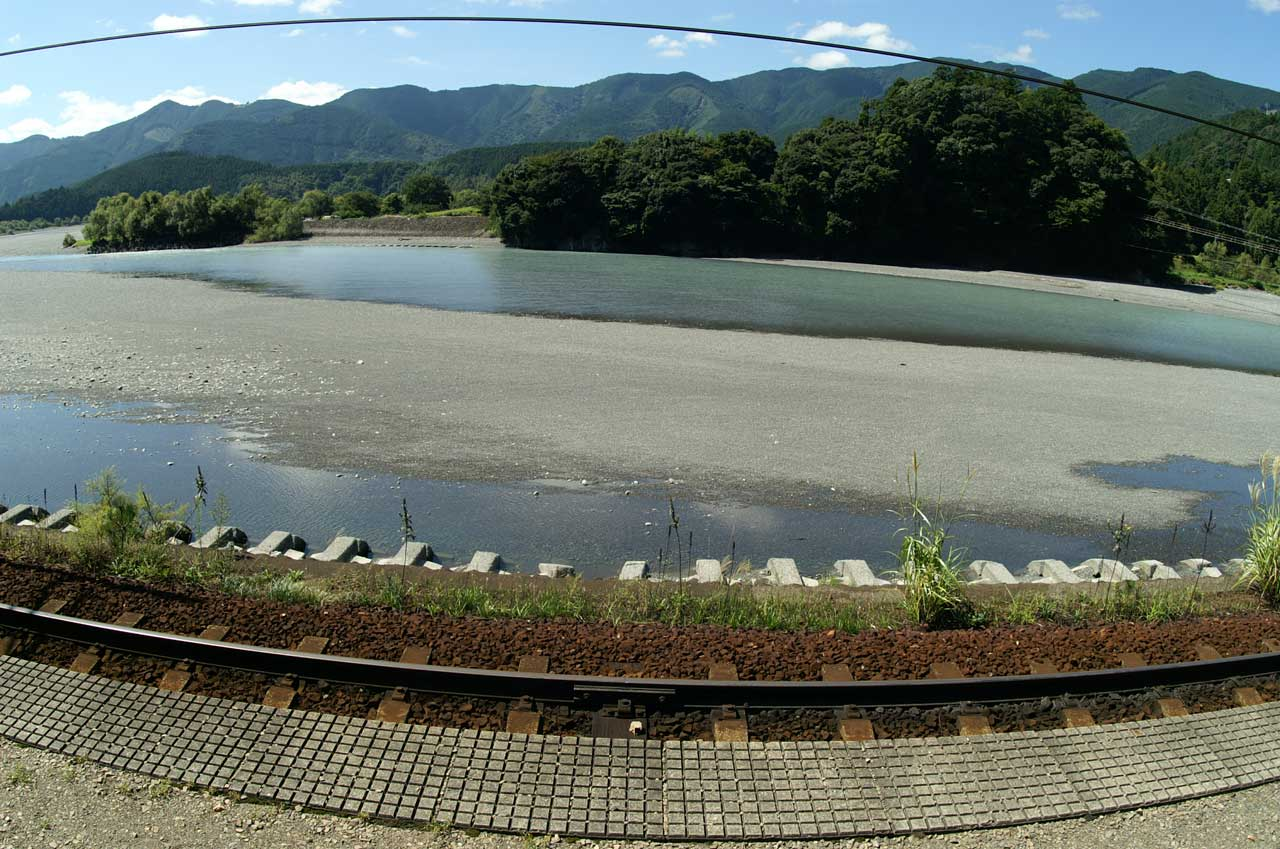
ホームと大井川
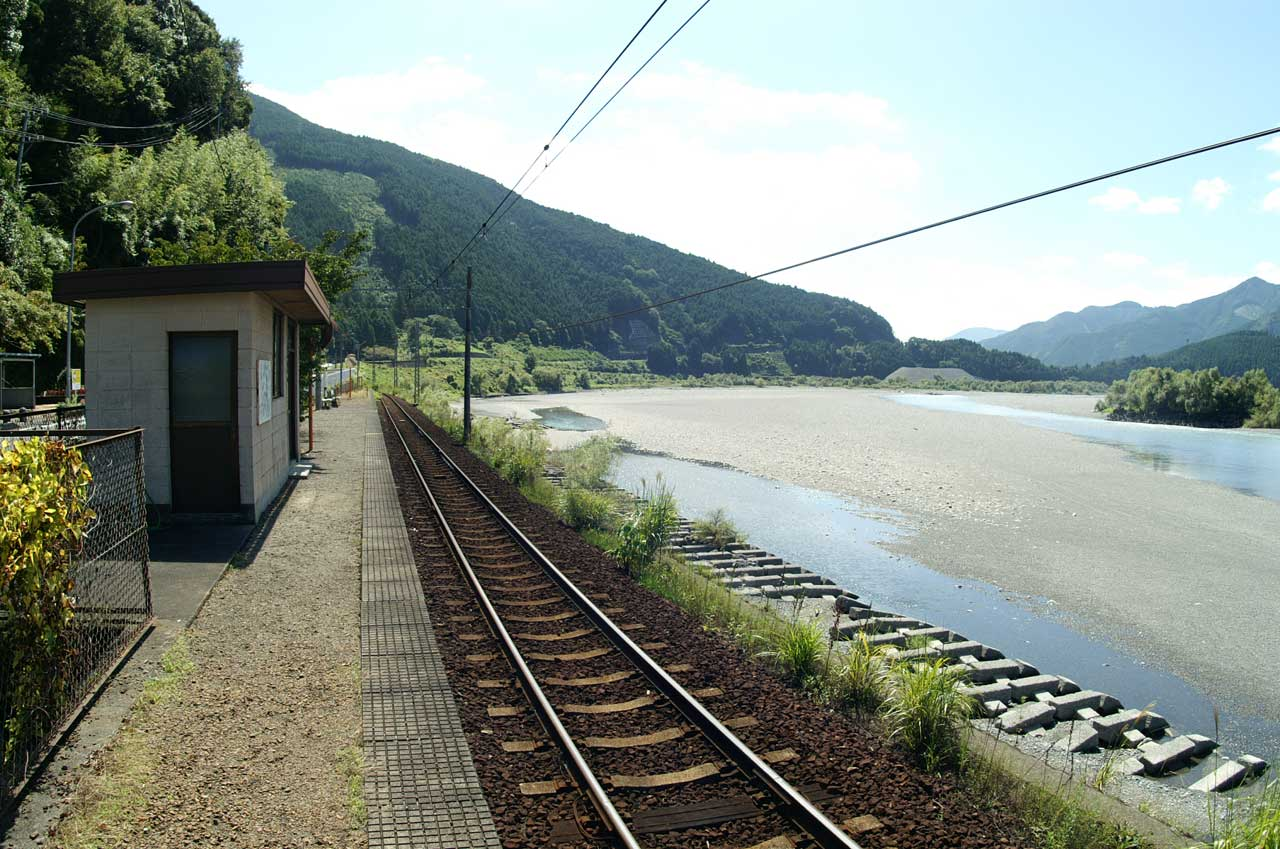
ホームと大井川
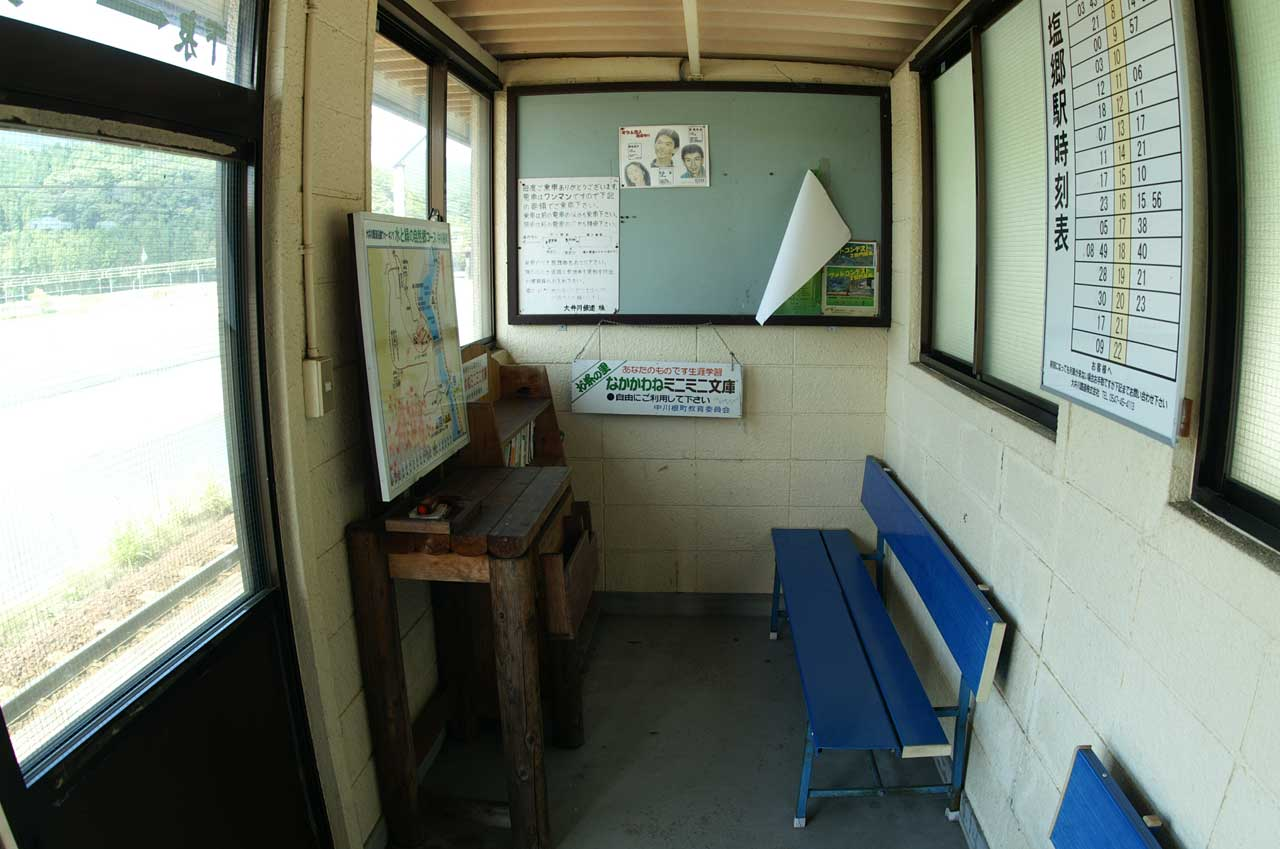
待合室の内部

## 利用状況
- 2007年度の1日平均乗車人員は15人（静岡県統計年鑑による）

## 駅周辺
- 大井川
- 塩郷ダム
- くのわき親水公園キャンプ場[2]

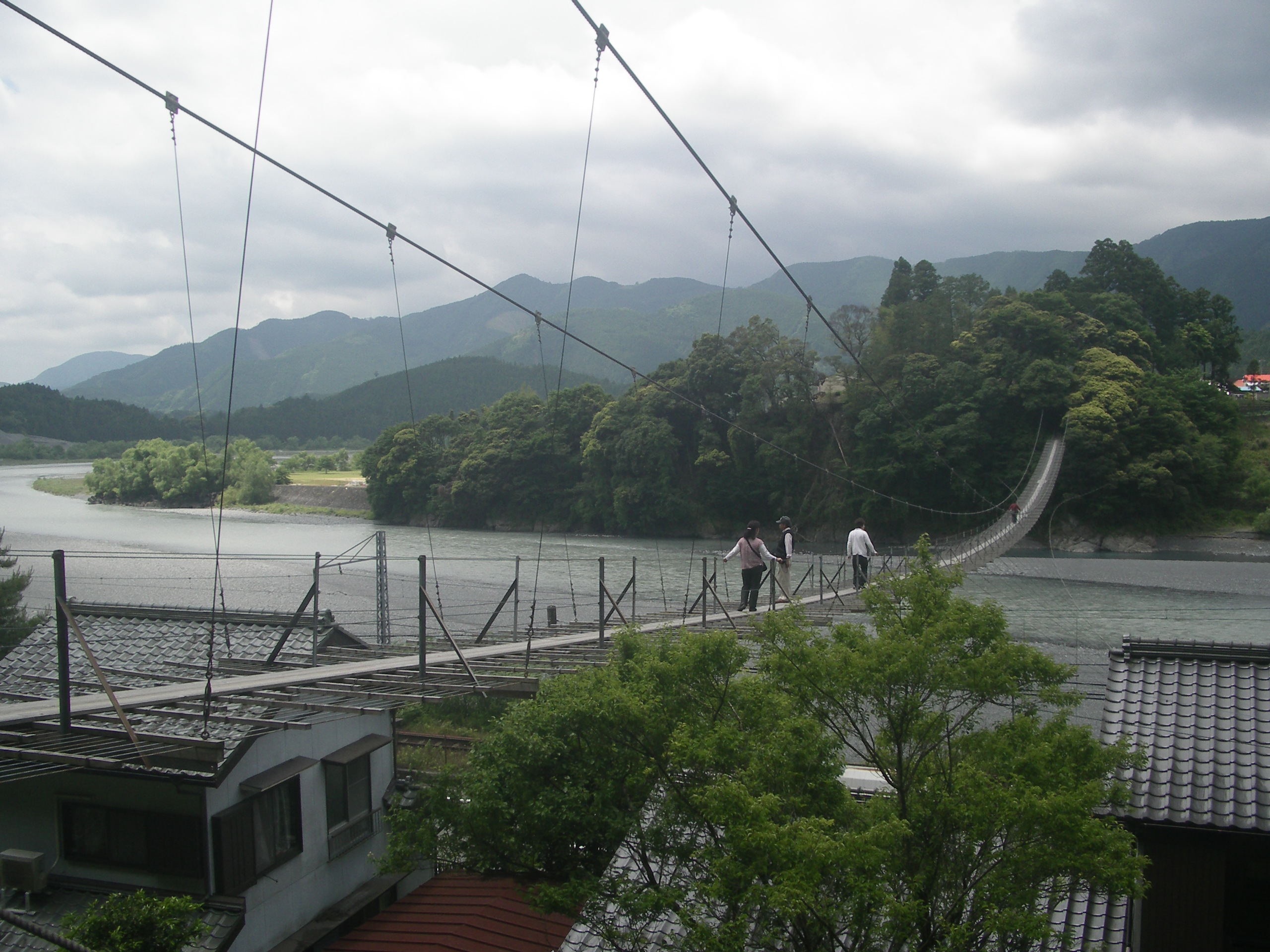
久野脇橋（駅から見える）

- 久野脇橋 - 大井川を渡る全長220mの吊り橋。一般には『塩郷の吊橋』と呼ばれ、旧中川根町によって付けられた『恋金橋』という愛称もある。

### バス路線
川根本町営バス
やませみ号：下泉駅 - 横郷 - 塩郷駅 - 地名集会所前

## 隣の駅
大井川鐵道
■大井川本線
地名駅 - 塩郷駅 - 下泉駅